# Людвиченко, Александр Алексеевич
Александр Алексеевич Людвиченко (1924—1972) — красноармеец Рабоче-крестьянской Красной Армии, участник Великой Отечественной войны, Герой Советского Союза (1945).

## Биография
Александр Людвиченко родился 18 августа 1924 года в селе Юровка (ныне — Макаровский район Киевской области Украины). Окончил среднюю школу. В начале Великой Отечественной войны оказался в оккупации. После освобождения в январе 1944 года Людвиченко был призван на службу в Рабоче-крестьянскую Красную Армию и направлен на фронт Великой Отечественной войны.
К апрелю 1945 года красноармеец Александр Людвиченко был разведчиком 993-го стрелкового полка 263-й стрелковой дивизии 43-й армии 3-го Белорусского фронта. Отличился во время штурма Кёнигсберга. 6 апреля 1945 года Людвиченко с товарищами сопровождал продвигающиеся вперёд танки. Во время продвижения он лично уничтожил немецкий пулемёт с расчётом. Увидев, что противник пытается захватить в плен экипаж подбитого советского танка, Людвиченко открыл огонь по немецким солдатам, уничтожив 6 из них, после чего вытащил двоих раненных танкистов и защищал их до подхода санитаров, уничтожив ещё 12 вражеских солдат. В ходе дальнейшего наступления он лично подорвал немецкий дзот, сам был ранен, но продолжал сражаться.
Указом Президиума Верховного Совета СССР от 19 апреля 1945 года за «героизм, проявленный при штурме крепости Кенигсберг и спасении танкового экипажа» красноармеец Александр Людвиченко был удостоен высокого звания Героя Советского Союза с вручением ордена Ленина и медали «Золотая Звезда» за номером 6272.
После окончания войны Людвиченко был демобилизован. Проживал в городе Белая Церковь Киевской области. Скоропостижно умер 16 июня 1972 года.
Был также награждён орденами Красного Знамени, Красной Звезды и Славы 3-й степени, рядом медалей.